# Steenvoorde (gemeente)
Steenvoorde (Frans-Vlaams: Steënvoorde) is een gemeente in de Franse Westhoek, in het Franse Noorderdepartement (Frans: département du Nord). De gemeente ligt in Frans-Vlaanderen in de streek het Houtland. Steenvoorde grenst aan de gemeenten Oudezele, Winnezele, Kassel,
Watou (Poperinge), Terdeghem, Eke en Godewaarsvelde. De gemeente telde 4.308 inwoners op 1 januari 2022.

## Geschiedenis
Steenvoorde werd voor het eerst vermeld in 1093 als Stenvord.
De naam verwijst naar steen en voorde, omdat er in die plaats een oude Romeinse weg die helemaal van Boulogne-sur-Mer naar Keulen liep en hier de Heidebeek overstak. Een heer van Steenvoorde stichtte hier in 1404 een gasthuis en het klooster Onze-Lieve-Vrouw van Zevenbronnen. Een ander klooster was de Sint-Laurenspriorij, die later een Karmelietenklooster werd.
Steenvoorde behoorde tot het Graafschap Vlaanderen en ontwikkelde zich tot een centrum van lakennijverheid.
Tijdens de Frans-Engelse oorlog werd Steenvoorde in 1214 in de as gelegd door prins Lodewijk VIII. Het stadje werd nogmaals verwoest door keizer Karel V in 1553. De gemeente is vooral bekend omdat hier, op 10 augustus 1566, de Beeldenstorm begon tijdens een populaire processie voor de heilige Laurentius. Na een hagenpreek van Sebastiaan Matte braken een twintigtal van zijn volgelingen de beelden van de Sint-Laurenskapel. Vijf dagen later was de parochiekerk van Steenvoorde aan de beurt.
Bij de Vrede van Nijmegen viel Steenvoorde in 1678 aan Frankrijk toe.
In 1711 werd Steenvoorde verheven tot markizaat. De laatste markies, Louis-Auguste de la Viefville werd in 1794 geëxecuteerd, naar verluidt omdat een papegaai “vive le roi!” zou hebben geroepen.
Op 19 maart 1917 werd de gemeente Steenvoorde gebombardeerd door de Duitse artillerie. 

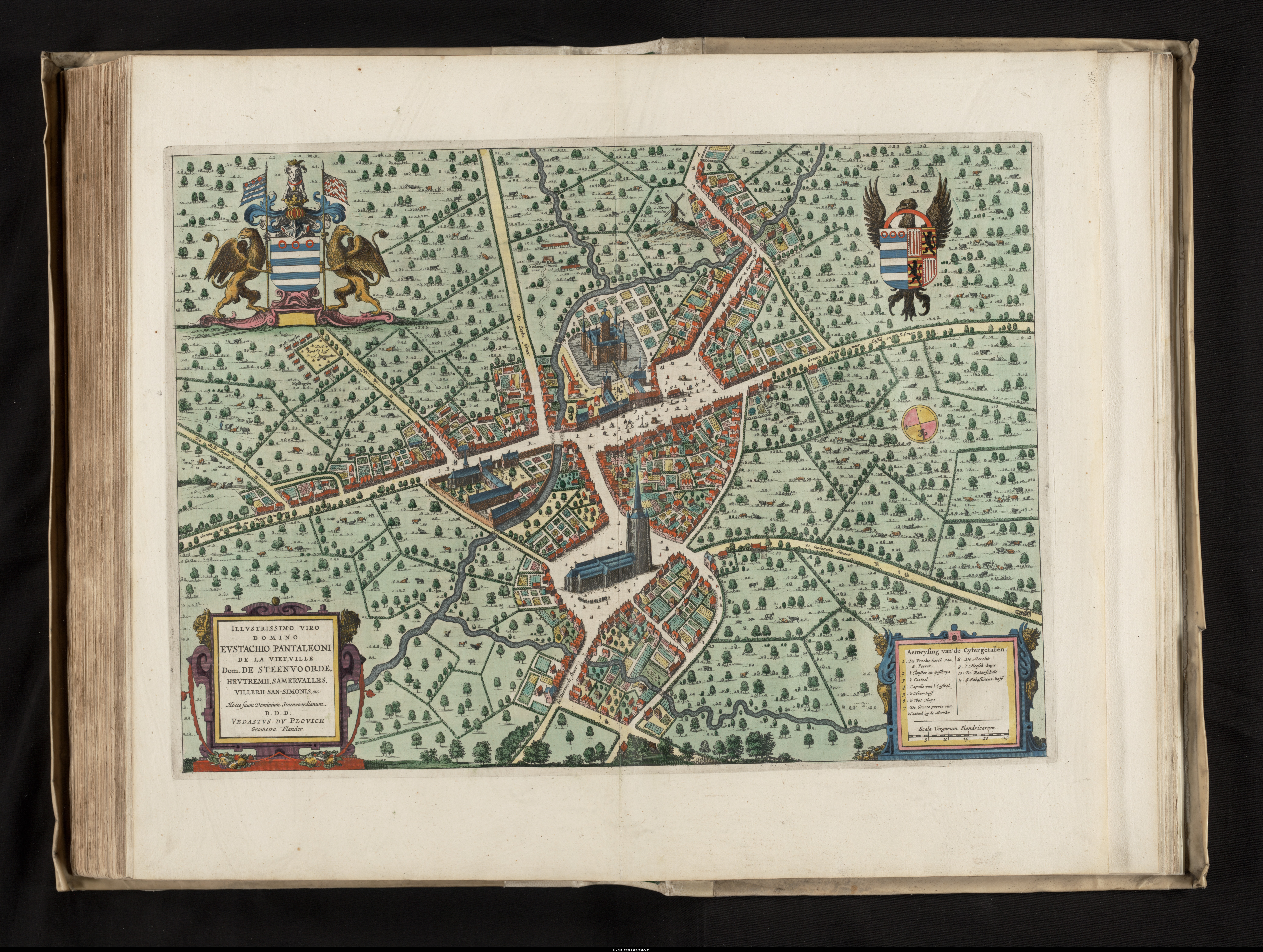
Steenvoorde in de eerste helft van de 17e eeuw (afbeelding uit Flandria illustrata, 1641)

## Geografie
De oppervlakte van Steenvoorde bedroeg op 1 januari 2022 29,82 vierkante kilometer; de bevolkingsdichtheid was toen 144,5 inwoners per km². In de gemeente liggen naast het centrum nog de gehuchten Saint-Laurent, le Ryveld en Callicannes.

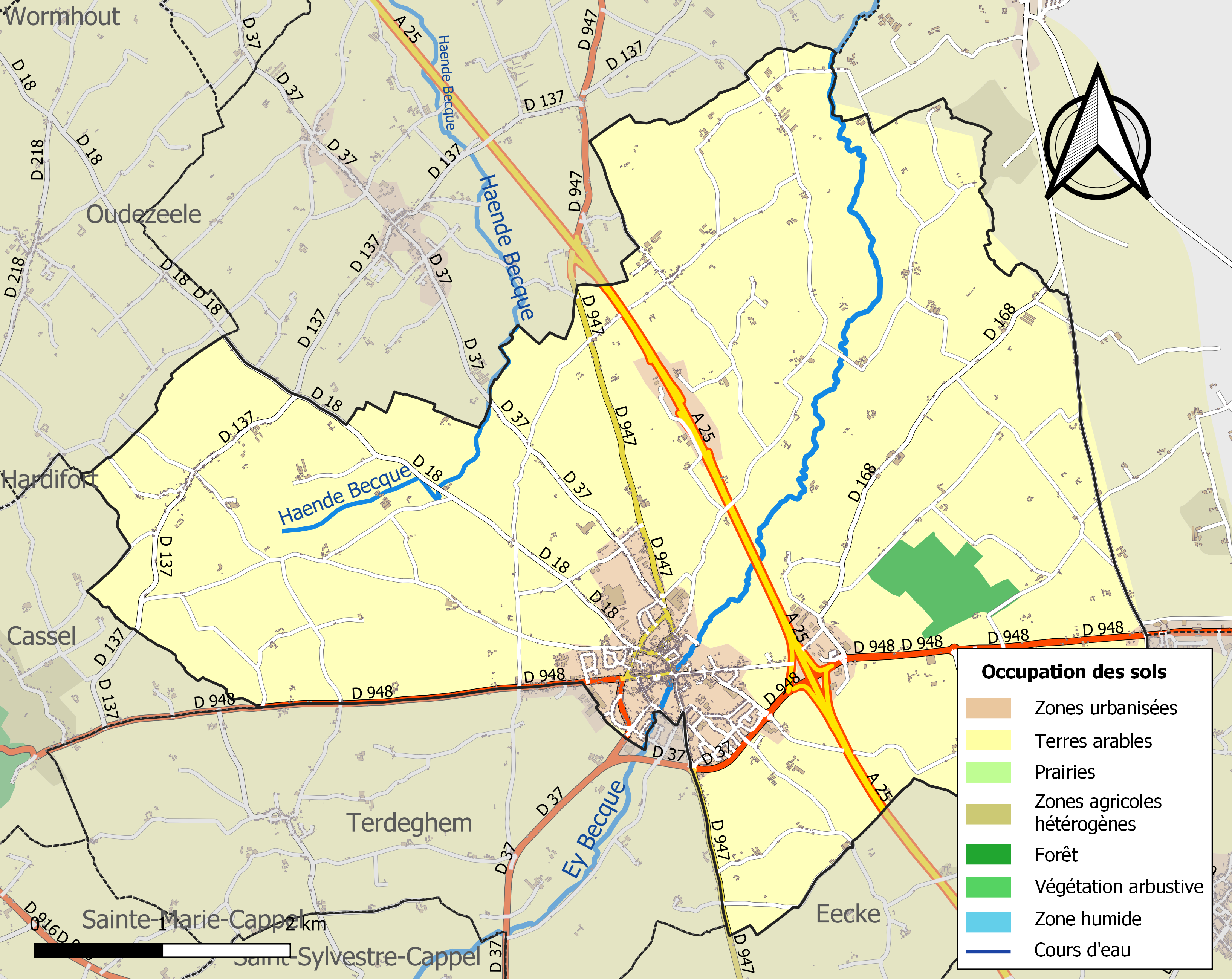
Kaart van de gemeente met belangrijkste infrastructuur, bodemgebruik en omliggende gemeenten

### Nabijgelegen kernen
Terdegem, Winnezele, Houtkerke, Abele, Watou, Godewaarsvelde, Eke, Sint-Silvesterkappel

## Bezienswaardigheden
- De Sint-Pieterskerk (Église Saint-Pierre), waarvan de toren 92 m hoog is. Binnen zijn een Mariabeeld en een klokje de enige overblijfselen van de Sint-Laurenskapel
- De Noordmeulen, een windmolen uit 1576
- De Drievenmeulen, een houten windmolen  uit 1766
- Op de gemeentelijke Begraafplaats van Steenvoorde bevinden zich enkele oorlogsgraven uit de Eerste Wereldoorlog.
- De voormalige pastorie is van 1664 en heeft later nog als een herberg en als een hoedenwinkel dienst gedaan. Deze pastorie is geklasseerd als monument historique.

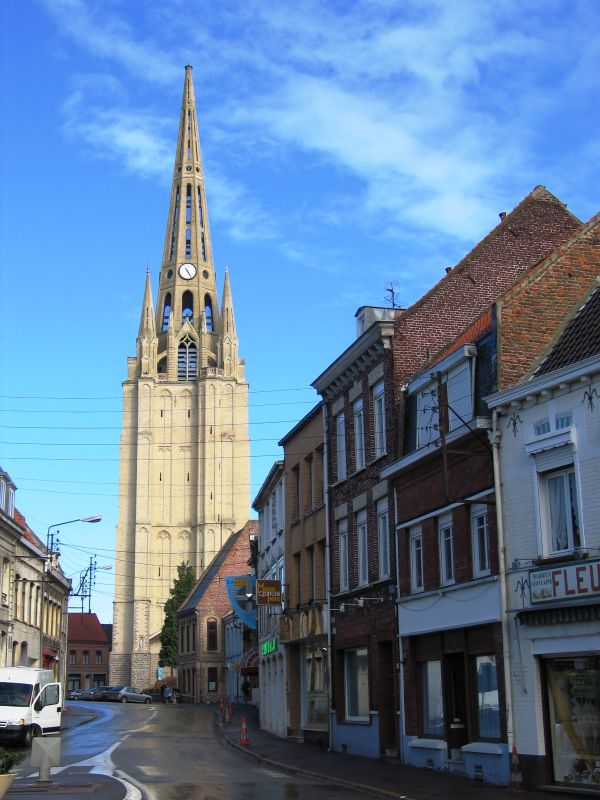
De Sint-Pieterskerk
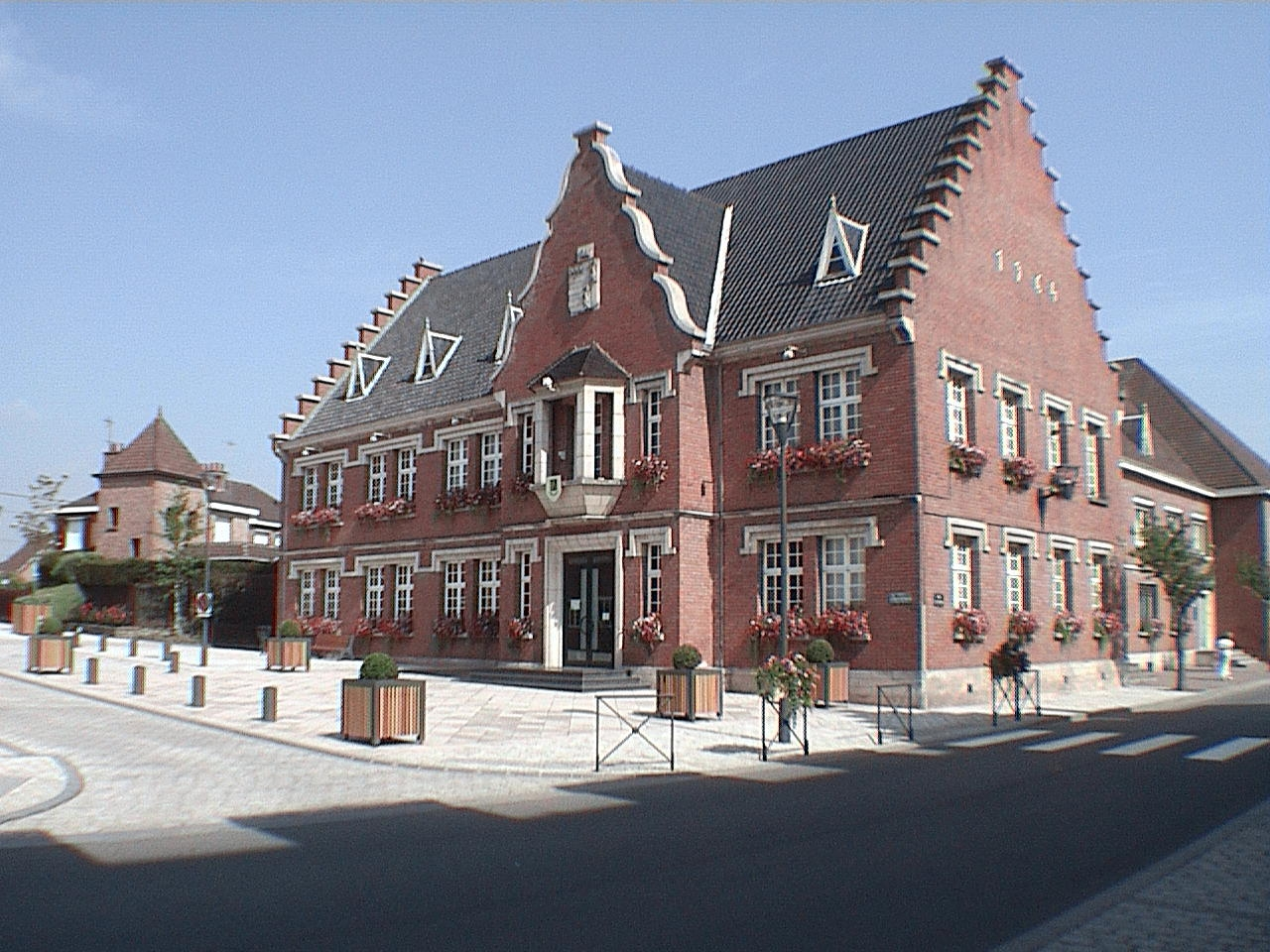
Het gemeentehuis aan het Jean-Marie Ryckewaertplein
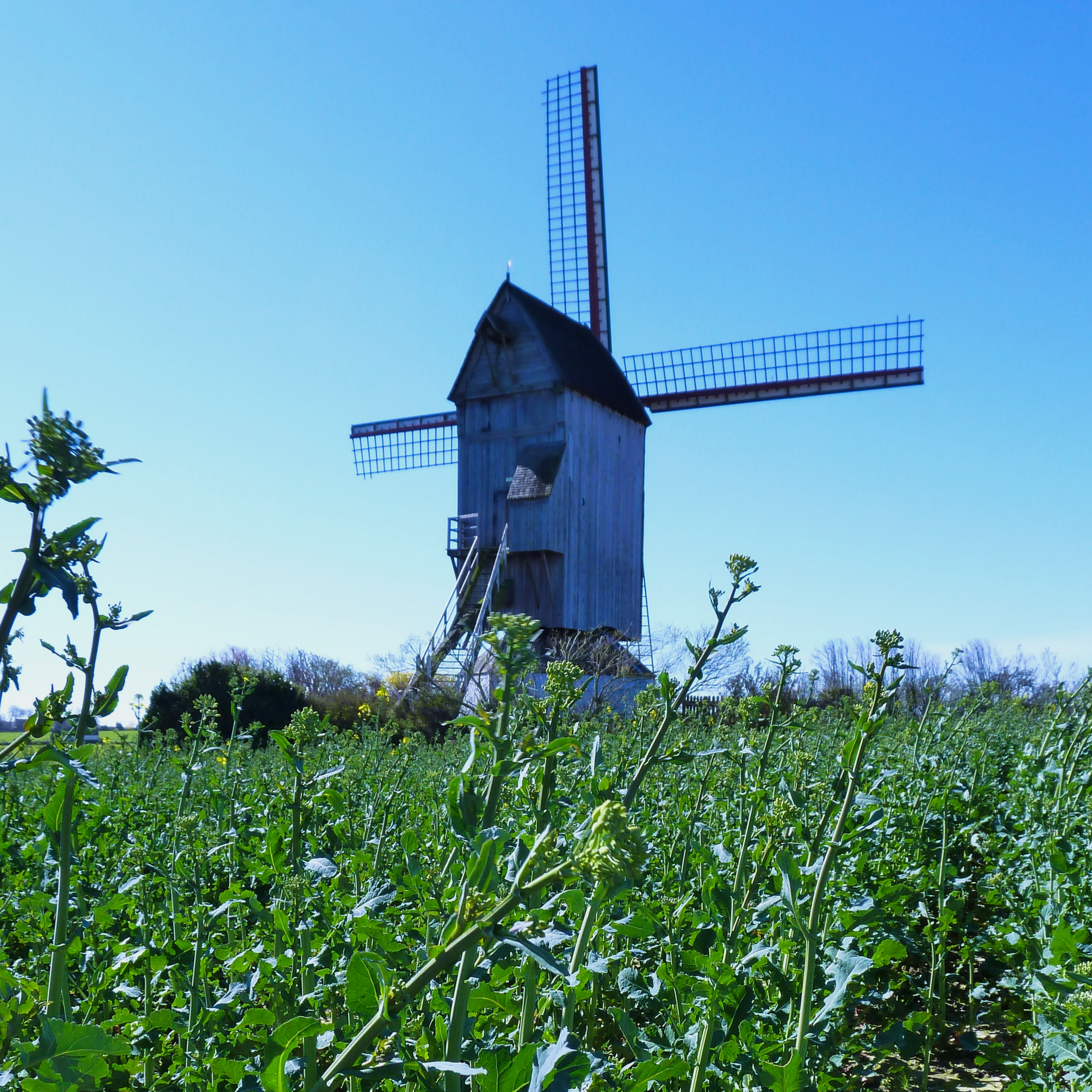
De Noordmeulen
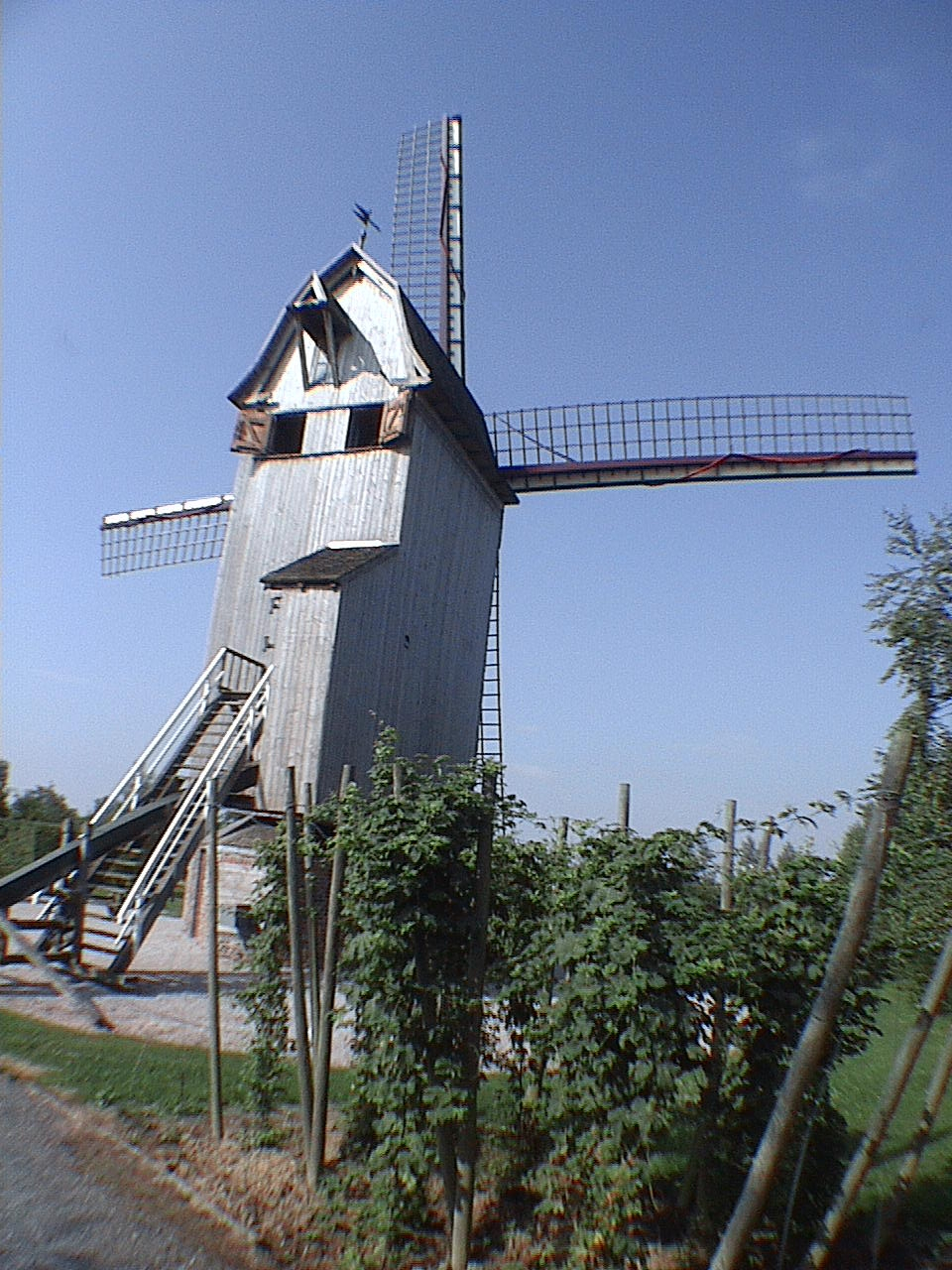
De Drievenmeulen
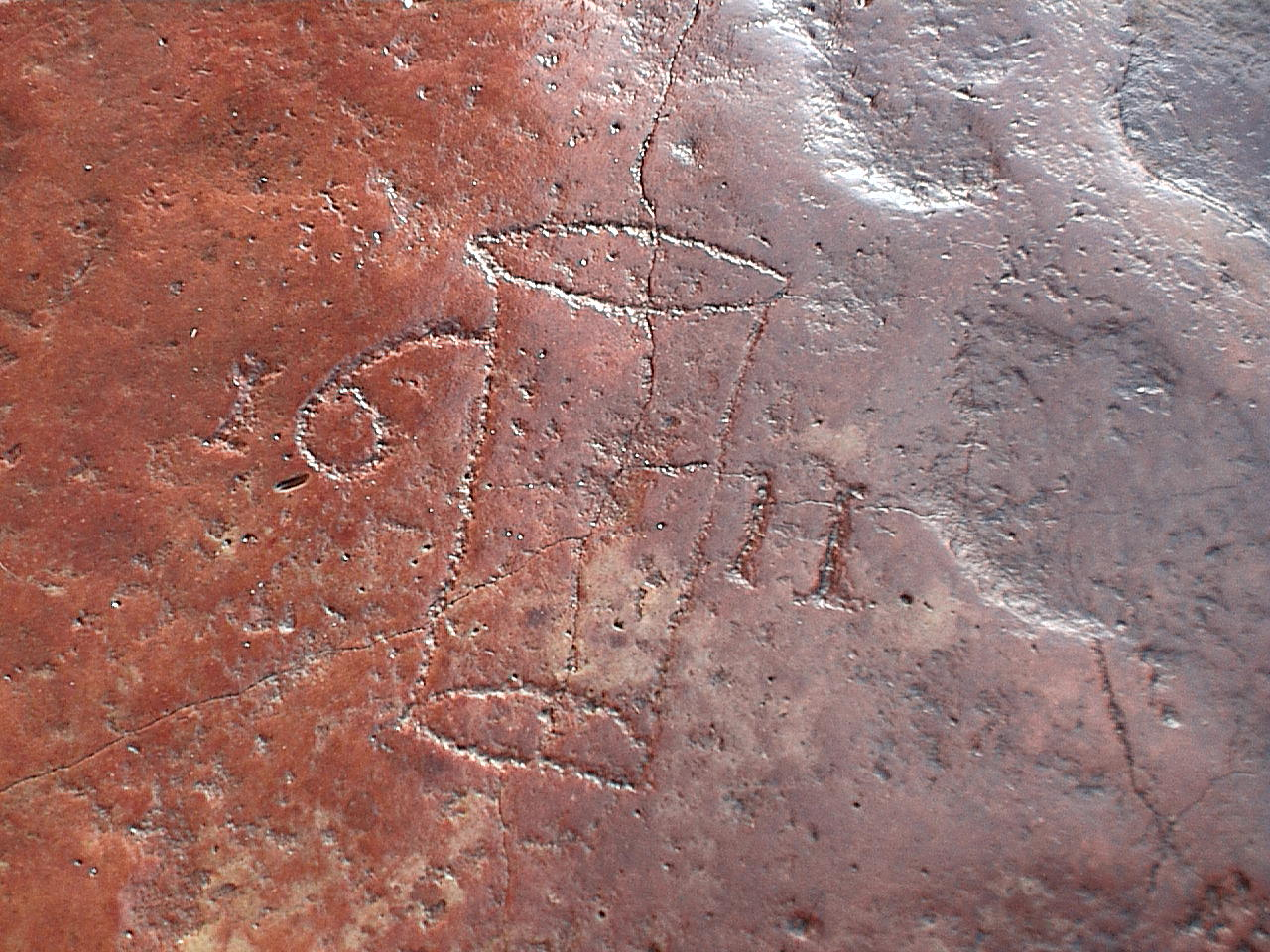
Pierre des pestiférés

## Natuur en landschap
Steenvoorde ligt in het Houtland en de hoogte bedraagt 8 tot 67 meter. De belangrijkste beek is de Heidebeek (Ey Becque), die in noordelijke richting stroomt.
Ten oosten van Steenvoorde ligt een bos van 45 ha, het Bois de Beauvoorde.

## Economie
In de middeleeuwen was Steenvoorde een centrum van lakennijverheid. In de 18e eeuw was ook de spinnerij en de productie van kant van belang. Einde 18e eeuw werd ook de bewerking van katoen geïntroduceerd en vond geleidelijk een mechanisatie van het spinnen en het weven plaats.
Er bestond ook een schoenfabriek, die in 1964 werd gesloten. In 1995 sloot de laatste brouwerij van de stad.
Tegenwoordig heeft Steenvoorde een bedrijventerrein en een verzorgende streekfunctie. Ook de landbouw is van belang, waaronder de teelt van hop en van vlas.

## Evenementen
- Steenvoorde organiseerde in 2000 een Europees Festival voor Reuzen. De Steenvoordse reus is: Jan de Houtkapper, reuze van Steinfort, van 1914.

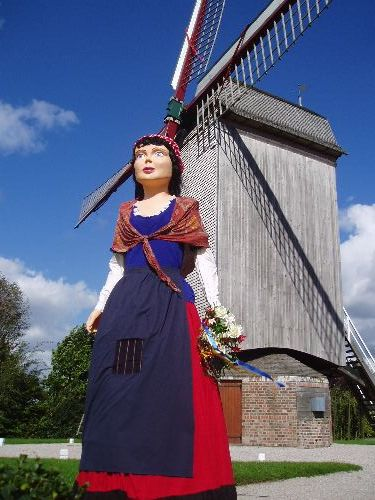
De reuzin van Steenvoorde

## Bekende inwoners
- Jean-Noël Ternynck is een dichter geboren in Steenvoorde op 4 januari 1946.
- Iris Mittenaere, Miss Universe 2016, groeide er op en ging er naar de lagere school.

## Demografie
Onderstaande figuur toont het verloop van het inwonertal (bron: INSEE-tellingen).